# 若松宗雄
若松 宗雄（わかまつ むねお、1940年〈昭和15年〉生 - ）は、日本の音楽プロデューサー。福島県いわき市生まれ。慶應義塾大学文学部英文科卒業。エスプロレコーズ代表。

## 来歴
1969年 - CBS・ソニーレコード株式会社（現・株式会社ソニー・ミュージックエンターテインメント）入社後、大阪営業所に着任する。セールスの実績を買われ、一年半後に広島営業所の所長となる。当初、広島営業所は全営業所中最下位だったが、若松の着任後一年足らずで売上、回収、キャンペーン等すべての面で全営業所中トップの成績にまで回復する。その実績を認められ、東京第一営業所長に抜擢される。更に制作管理（アーティスト契約なども当時はこのセクションで担当していた）、宣伝部門を経て企画制作部に移り、プロデューサーとして活躍するようになる。当時カラオケは演歌が主流だったが「これからは演歌よりもポップスが主流になる」とマーケットリサーチにより予測、察知し、全営業所にその指示を出す。
1978年 - CBS・ソニーレコード内に新設された企画制作六部の部長に就任する。ちなみに一部がクラシック、二部は国内制作のポップス系、三部は国内制作のニューミュージック系、四部は洋楽、五部は学芸だった。
以後、キャンディーズ、渥美二郎、松田聖子、松本典子、伍代夏子、藤あや子などの発掘やプロデュースを担当する。その中でも松田聖子をスカウトし、周囲の誰もが「売れないだろう」と言う中、若松ただ一人がこだわりデビューさせた。松田のプロデューサーとして、デビューから「Strawberry Time」まで担当する。その後、営業部統括部長となり、全国のセールス担当の本部責任者となる。
1990年 - 株式会社シーエス・アーティスツ（現・株式会社ソニー・ミュージックアーティスツ）の社長に就任する。代表取締役社長として7年、代表取締役会長1年の計8年間でソニー・ミュージックアーティスツの現在の基盤を作り上げる。同社の社長を務める傍ら、業界団体である日本音楽著作権協会、 日本音楽事業者協会、日本音楽出版社協会の各理事を歴任し、音楽業界に大きな影響を与える。
1998年 - 有限会社グリーンパーク・ミュージック（現・株式会社エスプロエンタテインメント）を設立し、3年間に亘って松田聖子を所属させ、その間にNHK紅白歌合戦への復帰も実現した。 その後、娘であるSAYAKA（後の神田沙也加）を預かり、グリコのCMへの出演を皮切りに芸能界デビューをさせる。
2011年 - プロ、アマチュアを問わず歌を愛する者同士で楽しい音楽を創りたいとの思いから、レーベル事業部門として″エスプロレコーズ″を設立する。現在はエスプロエンタテインメント代表取締役として、新人歌手の発掘や育成にあたっている。

## これまでに手掛けた主なアーティスト
- キャンディーズ
- 渥美二郎
- 吉田真梨
- 原田潤
- 松田聖子
- 伍代夏子
- 藤あや子
- PUFFY
- 石原まさし

## 著書
『松田聖子の誕生』 2022年7月、新潮社、ISBN 978-4-10-610960-7

## 参考資料
- 濱口英樹『ヒットソングを創った男たち 歌謡曲黄金時代の仕掛人』シンコーミュージック・エンタテイメント、2018年12月。ISBN 9784401645268。